# Юлиярви
Юлиярви (Юли-ярви, Юляярви, Юли) — озеро на территории Юшкозерского сельского поселения Калевальского района Республики Карелии.

## Общие сведения
Площадь озера — 2,9 км², площадь водосборного бассейна — 11800 км². Располагается на высоте 90,0 метров над уровнем моря.
Форма озера продолговатая: оно вытянуто с запада на восток. Берега каменисто-песчаные, местами заболоченные.
Через озеро протекает река Кемь. В западную оконечность озера впадает река Пизьма.
Возле юго-западного берега Юлиярви располагается единственный небольшой остров без названия.
Код объекта в государственном водном реестре — 02020000811102000004999.